# Dipaenae ferruginosa
Dipaenae ferruginosa är en fjärilsart som beskrevs av Walker 1854. Dipaenae ferruginosa ingår i släktet Dipaenae och familjen björnspinnare. Inga underarter finns listade i Catalogue of Life.